# Szachtar Konotop
Szachtar Konotop (ukr. ФК «Шахтар» Конотоп) – ukraiński klub piłkarski, mający siedzibę w mieście Konotop, w obwodzie sumskim, w północno-wschodniej części kraju, grający w sezonie 1997/98 w rozgrywkach ukraińskiej Drugiej ligi.

## Historia
Chronologia nazw:
- 1953: Szachtar Konotop (ukr. ФК «Шахтар» Конотоп)
- 1992: Słowjaneć Konotop (ukr. ФК «Слов'янець» Конотоп)
- 2000: Szachtar Konotop (ukr. ФК «Шахтар» Конотоп)
- 2017: Kołos-Szachtar Konotop (ukr. ФК «Колос-Шахтар» Конотоп)
- 2020: Szachtar-DJuSSz im.Mamiaszwili Konotop (ukr. ФК «Шахтар-ДЮСШ ім. Маміашвілі» Конотоп)

Klub piłkarski FK Szachtar został założony w Konotopie w 1953 roku. Zespół powstał na bazie zakładu "Czerwony Metalist", który m.in. produkuje urządzenia dla kopalń węgla. Początkowo występował w mistrzostwach obwodu sumskiego. W 1968 zdobył mistrzostwo obwodu, a w 1959, 1965, 1969 Puchar. W 1958 po raz pierwszy startował w mistrzostwach Ukraińskiej SRR wśród zespołów kultury fizycznej. W 1959 i 1965 ponownie grał w mistrzostwach Ukraińskiej SRR. W 1960 nawet grał w barażach o awans do mistrzostw ZSRR, ale przegrał w dwumeczu z profesjonalną drużyną obwodu Awanhard Sumy. Należy zauważyć, że stały odpływ najbardziej utalentowanych graczy do zespołów z Sum uniemożliwił drużynie osiągnięcia wyższych i bardziej stabilnych wyników. Od 1978 drużyna nie brała udziału w rozgrywkach o mistrzostwo i puchar obwodu.
Od początku rozgrywek w niezależnej Ukrainie klub z nazwą Słowjaneć w sezonie 1996/97 startował w rozgrywkach Mistrzostw Ukrainy wśród amatorów. Zespół zajął drugie miejsce w 3 grupie oraz przegrał w 1/16 finału Pucharu Ukrainy wśród amatorów. Latem 1997 roku klub zgłosił się do rozgrywek Drugiej ligi (D3) i otrzymał status profesjonalny. W sezonie 1997/98 debiutował w rozgrywkach Drugiej ligi, w której zajął 7.miejsce w grupie W. W Pucharze Ukrainy przegrał w 1/256 finału. Przed rozpoczęciem nowego sezonu klub zrezygnował z rozgrywek na szczeblu profesjonalnym i kontynuował występy w mistrzostwach Ukrainy wśród amatorów. W sezonie 1998/99 zespół zajął 7.miejsce w grupie 3.
W 2000 roku Szachtar odrodził się dzięki staraniom wicedyrektora zakładu Wołodymyra Wołkohona, a rok później zespół ponownie został mistrzem obwodu. Od tego czasu klub zdecydowanie jest jednym z pretendentów do tytułu mistrzowskiego, który zdobywał w latach 2001, 2004, 2006, 2007, 2009, 2012. Również w 2002, 2003, 2004, 2009, 2012 zdobywał Puchar obwodu. W 2002 i 2006 próbował swoich sił na arenie krajowej – w mistrzostwach Ukrainy wśród drużyn amatorskich, a w 2004 w rozgrywkach Pucharu Ukrainy wśród drużyn amatorskich.
W 2005 roku prezesem klubu został lokalny biznesmen Ołeksandr Kyrij, po czym klub znacznie poprawił swoją sytuację finansową. Zaczęto aktywnie rozwijać klubową i miejską infrastrukturę piłkarską, a środki zaczęto inwestować w piłkę nożną dzieci i młodzieży.
W 2013 roku klub zdobył Puchar Gubernatora obwodu sumskiego, pokonując w finale klub z Pierwszej ligi FK Sumy (1:0).
W 2017 klub połączył się z lokalnym rywalem Kołos, po czym zmienił nazwę na Kołos-Szachtar Konotop.
W 2020 po nawiązaniu współpracy z miejscową Szkołą Sportową dla Dzieci i Mlodzieży (która powstała w 1995 roku) klub przyjął nazwę Szachtar-DJuSSz im.Mamiaszwili Konotop. W sezonie 2020 zajął trzecie miejsce w rozgrywkach Pierwszej ligi mistrzostw obwodu sumskiego.

## Barwy klubowe, strój, herb, hymn
|  |  |  |

Klub ma barwy biało-czarno-pomarańczowe. Piłkarze domowe spotkania zazwyczaj grają w białych koszulkach, czarnych spodenkach oraz białych getrach.

## Sukcesy

### Trofea międzynarodowe
Do chwili obecnej klub jeszcze nigdy nie zakwalifikował się do rozgrywek europejskich.

### Trofea krajowe
| \| \| Zdobyte trofea w rozgrywkach Ukrainy (stan na: 31-05-2021) \| |                                                            |      |          |
| Rozgrywki                                                           | Osiągnięcie                                                | Razy | Sezon(y) |
| · Mistrzostwo                                                       | I miejsce                                                  | 0    |          |
| · Mistrzostwo                                                       | II miejsce                                                 | 0    |          |
| · Mistrzostwo                                                       | III miejsce                                                | 0    |          |
| Puchar                                                              | zdobywca                                                   | 0    |          |
| Puchar                                                              | finalista                                                  | 0    |          |
| Puchar                                                              | 1/256 finału                                               | 1    | 1997/98  |
| II liga                                                             | I miejsce                                                  | 0    |          |
| II liga                                                             | II miejsce                                                 | 0    |          |
| II liga                                                             | III miejsce                                                | 0    |          |
| Ukraina                                                             | Zdobyte trofea w rozgrywkach Ukrainy (stan na: 31-05-2021) |      |          |

- Druha liha (D3):
  - 7. miejsce (1x): 1997/98 (W)

- Mistrzostwa obwodu sumskiego:
  - mistrz (7x): 1968, 2001, 2004, 2006, 2007, 2009, 2012
  - wicemistrz (+4x): ?, 2003, 2008, 2010, 2011
  - 3. miejsce (+2x): ?, 2005, 2013

- Puchar obwodu sumskiego:
  - zdobywca (8x): 1959, 1965, 1969, 2002, 2003, 2004, 2009, 2012

- Superpuchar obwodu sumskiego im. Mychajła Fomenki:
  - zdobywca (7x): 2004, 2005, 2007, 2008, 2009, 2010, 2012

- Puchar Gubernatora obwodu sumskiego:
  - zdobywca (1x): 2013

## Poszczególne sezony

### Rozgrywki międzynarodowe

#### Europejskie puchary
Nie uczestniczył w rozgrywkach europejskich.

### Rozgrywki krajowe
| \| Ukraina \| Bilans występów klubu w rozgrywkach piłkarskich Ukrainy (Stan na 22 lipca 2021 r.) \| \| |                                                                                    |        |       |   |   |   |    |    |     |                                         |        |        |       |
| Poziom                                                                                                 | Rozgrywki                                                                          | Sezony | Mecze | Z | R | P | B+ | B– | Pkt | Lata                                    | Awanse | Spadki | Naj.  |
| I | Premier-liha                                                                       | 0      |       |   |   |   |    |    |     |                                         | 0      | 0      |       |
| II | Persza liha                                                                        | 0      |       |   |   |   |    |    |     |                                         | 0      | 0      |       |
| III | Druha liha                                                                         | 1      |       |   |   |   |    |    |     | 1997/98                                 | 0      | 1      | 7     |
| IV | Amatorska liha                                                                     | 7      |       |   |   |   |    |    |     | 1958–1959, 1996/97, 1998/99, 2002, 2006 | 1      | 0      | 2     |
| | Puchar Ukrainy                                                                     | 1      |       |   |   |   |    |    |     | 1997/98                                 | 0      | 0      | 1/256 |
| Ukraina                                                                                                | Bilans występów klubu w rozgrywkach piłkarskich Ukrainy (Stan na 22 lipca 2021 r.) |        |       |   |   |   |    |    |     |                                         |        |        |       |

## Piłkarze, trenerzy, prezydenci i właściciele klubu

### Trenerzy
- Oleksander Bolotov

### Prezydenci
- 2005–...:  Ołeksandr Kyrij

## Struktura klubu

### Stadion
Klub piłkarski rozgrywa swoje mecze domowe na stadionie im. Junist' w Konotopie, który może pomieścić 5 000 widzów.

## Kibice i rywalizacja z innymi klubami

### Derby
- Łokomotyw Konotop
- FK Sumy
- Wiktorija Mykołajiwka